# پتروواتس (پیروت)
پتروواتس (به صربی: Petrovac) یک منطقهٔ مسکونی در صربستان است که در پیروت واقع شده‌است. پتروواتس ۳۸۹ نفر جمعیت دارد.